# Gerichtsbezirk Hohenelbe
Der Gerichtsbezirk Hohenelbe (tschechisch: soudní okres Vrchlabí) war ein dem Bezirksgericht Hohenelbe unterstehender Gerichtsbezirk im Kronland Böhmen. Er umfasste Gebiete im Norden Böhmens. Zentrum und Gerichtssitz des Gerichtsbezirks war die Stadt Hohenelbe (Vrchlabí). Das Gebiet gehörte seit 1918 zur neu gegründeten Tschechoslowakei und ist seit 1991 Teil der Tschechischen Republik.

## Geschichte
Die ursprüngliche Patrimonialgerichtsbarkeit wurde im Kaisertum Österreich nach den Revolutionsjahren 1848/49 aufgehoben. An ihre Stelle traten die Bezirks-, Landes- und Oberlandesgerichte, die nach den Grundzügen des Justizministers geplant und deren Schaffung am 6. Juli 1849 von Kaiser Franz Joseph I. genehmigt wurde. Der Gerichtsbezirk Hohenelbe gehörte zunächst zum Kreis Jičin und umfasste 1854 die 15 Katastralgemeinden Foršt, Hackelsdorf, Harta, Hohenelbe, Krausebauden, Lauterwasser, Mittellangenau, Neudorf, Niederhof, Niederlangenau, Oberhohenelbe, Oberlangenau, Ochsengraben, Pelsdorf und Spindelmühle. Der Gerichtsbezirk Hohenelbe bildete im Zuge der Trennung der politischen von der judikativen Verwaltung ab 1868 gemeinsam mit dem Gerichtsbezirk Arnau (Hostinné) den Bezirk Hohenelbe.
Im Gerichtsbezirk Hohenelbe lebten 1869 20.812 Menschen 1900 waren es 23.985 Personen. Der Gerichtsbezirk Hohenelbe wies 1910 eine Bevölkerung von 25.240 Personen auf, von denen 23.491 Deutsch (93,1 %) und 1.147 Tschechisch (4,5 %) als Umgangssprache angaben. Im Gerichtsbezirk lebten zudem 602 Anderssprachige oder Staatsfremde. Rund 60 % der tschechischsprachigen Minderheit lebte in der Stadt Hohenelbe.
Durch die Grenzbestimmungen des am 10. September 1919 abgeschlossenen Vertrages von Saint-Germain kam der Gerichtsbezirk Hohenelbe vollständig zur neugegründeten Tschechoslowakei, wobei die Gerichtseinteilung bis 1938 im Wesentlichen bestehen blieb. Nach dem Münchner Abkommen wurde das Gebiet dem Landkreis Hohenelbe zugeschlagen. Nach dem Zweiten Weltkrieg gehörte das Gebiet zum Okres Trutnov, dessen Behörden jedoch im Zuge einer Verwaltungsreform 2003 ihre Verwaltungskompetenzen verloren. Diese werden seitdem von den Gemeinden bzw. dem Královéhradecký kraj, zudem das Gebiet um Hohenelbe seit Beginn des 21. Jahrhunderts gehört, wahrgenommen.

## Gerichtssprengel
Der Gerichtssprengel umfasste Ende 1914 die 18 Gemeinden Forst (Fořt), Friedrichsthal (Bedřichov), Hackelsdorf (Herlíkovice), Harta (Podhůří), Hennersdorf (Dolní Branná), Hohenelbe (Vrchlabí), Krausebauden (Labská), Lauterwasser (Čistá), Mittellangenau (Prostřední Lánov), Niederhof (Dolní Dvůr), Niederlangenau (Dolní Lánov), Oberhohenelbe (Hořejší Vrchlabí), Oberlangenau (Horní Lánov), Ochsengraben (Přední Labská), Pelsdorf (Kunčice), Pommerndorf (Strážné), Schwarzenthal (Černý Důl) und Spindelmühle (Špindlerův Mlýn).